# Paul Schultz Martin
Paul Schultz Martin (nacido en Allentown, Pensilvania en 1928, fallecido en Tucson, Arizona, el 13 de septiembre de 2010) fue un geólogo estadounidense de la Universidad de Arizona que desarrolló la teoría de la extinción de los grandes mamíferos en el Pleistoceno en todo el mundo causada por los humanos. Según Schultz Martin, la caza excesiva acabó con los grandes mamíferos. El trabajo de Martin unió los campos de la ecología, la antropología, las geociencias y la paleontología.
En 1953, Martin recibió su licenciatura en zoología de la Universidad de Cornell. En 1953 y 1956 completó sus programas de maestría y doctorado en la Universidad de Michigan y luego continuó con una investigación postdoctoral en la Universidad de Yale y la Universidad de Montreal. El interés inicial de Martin abarcó la ornitología y la herpetología y realizó un extenso trabajo de campo de 1948 a 1953 en Tamaulipas, México. Publicó biogeografías sobre las aves de la Sierra de Tamaulipas y la herpetofauna de la región de Gómez Farias (El Cielo) de Tamaulipas, este último considerado "un tratado clásico de biogeografía histórica". Un caso de polio, contraído mientras realizaba trabajo de campo universitario en México, obligó a Martín a depender de un bastón, lo que restringió pero no puso fin a su trabajo de campo. Se unió a la facultad de la Universidad de Arizona en 1957, manteniendo su oficina (y sus colaboraciones continuas y trabajo de campo regional) en el Laboratorio del Desierto de la universidad cuando se convirtió en profesor emérito en 1989.